# Gagrella matherania
Gagrella matherania is een hooiwagen uit de familie Sclerosomatidae.